# Фітна (фільм)
«Фітна» (англ. Fitna) — короткометражний фільм-коментар нідерландського політика Герта Вільдерса. За словами автора, фільм є критикою ісламу, інші визначають цей фільм як антиісламський. Фільм вперше з'явився в інтернеті у 2008 році і викликав значні суперечки як у нідерландському суспільстві, так і в решті світу.

## Дані про фільм
Фільм вперше з'явився в мережі інтернету в березні 2008 року, але майже відразу був видалений на прохання автора фільму — нідерландського політика Герта Вільдерса. Вільдерс побудував фільм у формі коментаря по сурах Корану, які супроводжувалися критичною ілюстрацією того, як ці ідеї ісламу втілювались у життя в сучасному суспільстві. Задумом автора було показати зв'язок ісламу з тероризмом та насильством; сам він визначив свій фільм, як заклик західному суспільству прокинутися та чинити спротив ісламізації.

## Реакція на фільм
Вихід фільму майже відразу викликав хвилю критики та протестів не тільки у Нідерландах, але й в інших країнах. Ісламські активісти та політики визначили фільм як антиісламський, серед критиків стрічки були також й інші політики світу. Зокрема, з критикою фільму виступили генеральний секретар ООН Пан Гі Мун, прем'єр-міністр Нідерландів Ян Петер Балкененде, офіційні особи Словенії, ОАЕ, Пакистану, Індонезії, Бангладеш та Ірану.
Стрічка майже відразу була заборонена у мусульманських країнах, в Індонезії був заблокована інтернет адреса фільму. Сам Вільдерс опинився перед судом у Нідерландах за звинуваченнями у розпалюванні ворожнечі. Незважаючи на те, що низка телекомпаній відмовилася транслювати фільм, Вільдерс розмістив його в мережі інтернету, де його переглянуло близько 2,5 млн чоловік.